# Warzen (Alfeld)
Warzen ist ein westlich gelegener Ortsteil der Stadt Alfeld (Leine) im Landkreis Hildesheim in Niedersachsen. Er liegt im Osten des Reubergs.

## Geschichte
Erste urkundliche Erwähnung fand der Ort im Jahr 1079 mit der Bezeichnung Wardusheim.
Im Zuge der Gebiets- und Verwaltungsreform hat Warzen am 1. März 1974 seine Selbständigkeit verloren und ist seitdem ein Ortsteil der Stadt Alfeld (Leine).

## Politik

### Ortsrat
Der Ortsrat von Warzen setzt sich aus zwei Ratsfrauen und drei Ratsherren zusammen.

### Ortsbürgermeister
Der Ortsbürgermeister ist Detlef Schwarz. Sein Stellvertreter ist Detlef Flickinger.

### Wappen
Der Gemeinde wurde das Ortswappen am 24. Mai 1938 durch den Oberpräsidenten der Provinz Hannover verliehen. Der Landrat aus Alfeld überreichte es am 25. November desselben Jahres.
| Wappen von Warzen | Blasonierung: „Im roten Schild ein silberner mittelalterlicher Wachturm auf grünem Hügel.“ |
| Wappen von Warzen | Wappenbegründung: Verschiedene urkundliche Nachrichten des Mittelalters, insbesondere auch das Winzenburger Erbregister von 1578, weisen darauf hin, dass Warzen Grenzort des Gerichtes Wispenstein gegen das Amt Lauenstein war und demzufolge einen steinernen Wachturm – genannt der „Warzer Turm“ – hatte. Auf Grund dieser Tatsachen ist das oben beschriebene Wappen gestaltet. |

## Kultur und Sehenswürdigkeiten
Bauwerke
- Die im Ortsmittelpunkt stehende Kapelle wurde im Jahr 1798 errichtet

## Persönlichkeiten
Personen, die mit dem Ort in Verbindung stehen
- Hermann Buß (* 1951), Pädagoge, Maler und Plakatkünstler, schuf das Altarretabel für die klassizistische Kirche in Warzen (1998)